# سالونا
سالونا (بالإغريقية: Σάλωνα)‏ مدينة قديمة وعاصمة مقاطعة دالماتيا الرومانية . اشتُق اسم سالونا من لغة السكان الأوائل لهذه المنطقة الذين أطلق عليهم الرومان اسم دالماتسي، وهم جزء من مجموعة أكبر تسمى الإيليريون . كانت سالونا تقع بجوار مدينة سبليت في كرواتيا اليوم.